# Juan Bautista Morazzani
Juan Bautista Morazzani (Córcega, República de Génova 1735-Yuscarán, Capitanía General de Guatemala 1792) fue un hombre de negocios español de origen corso afincado en la Intendencia de Comayagua dedicado a la explotación de minas y haciendas.
Fue una de las mayores fortunas de su tiempo en el actual Honduras, y abuelo de Francisco Morazán.

## Biografía
Nació alrededor de 1735 en la isla de Córcega (en la actual Francia) bajo la soberanía de la República de Génova dentro de una familia de prósperos comerciantes. Su padre Pablo Morazzani, también fue comerciante y su hermano Ángel María Morazzani, se dedicaba a la navegación comercial en el mediterráneo, específicamente entre Italia, Sur de Francia, y el norte de África. Fue bautizado en la iglesia de San Roque en la ciudad de Roma aunque se desconocen más datos sobre su infancia.
En 1760 se traslada junto a su hermano al Virreinato de nueva España tras mostrar su estatuto de limpieza de sangre, es decir, que carecía de vínculos los judíos o los protestantes de las naciones enemigas del Imperio español.
Se estableció junto a su hermano en Yuscarán, Intendencia de Comayagua (actual Honduras), castellanizando su nombre de  Morazzani a Morazán. Se convirtió en un importante empresario dentro la pujante minería de Nueva España, con minas en el Real de Minas de San José de Yuscarán. Su fortuna comprendía además de las minas, comercios y haciendas, esclavos adquiridos en León (Intendencia de León, en la actual Nicaragua) y su esfera de influencia alcanzó hasta la villa de Tegucigalpa.
Falleció a los 57 años en su finca en Yuscarán a inicios de 1792, tiempo antes de conocer a su nieto Francisco. 
En Yuscarán se preserva la casa donde este vivió construida a mediados del siglo XVII. Sin embargo, su tumba fue dañada durante la construcción de un colegio.

## Matrimonio y descendencia
Contrajo matrimonio en tres ocasiones, teniendo diez hijos. De su primer matrimonio con doña Gertrudis Alemán nació que sería padre de Francisco Morazán, Eusebio Morazán. Su descendencia se estableció a lo largo de la Capitanía General de Guatemala. Además de hijos legítimos tuvo a Francisca Morazán, nacida libre de la esclava Eusebia Bonilla.

## Apellido Morazán
Las extensas familias de los hermanos Morazán dieron lugar a que el apellido Morazán sea uno de los famosos en Honduras y países de Centroamérica, ya que es una familia y apellido con un peso histórico en la región.